# Sollstedt
Sollstedt é um município da Alemanha localizado no distrito de Nordhausen, estado da Turíngia.
O antigo município de Rehungen foi incorporado ao município de Sollstedt a partir de 1 de dezembro de 2007.